# Kožitka tečkovaná
Kožitka tečkovaná (Lissemys punctata), též kožnatka indická, je druh želvy, který byl nalezen v Jižní Asii. Může se dožít až 20 let. Druh žije především v Bangladéši, Indii, Nepálu a Pákistánu. Podle Mezinárodního svazu ochrany přírody (IUCN) je kožnatka indická málo dotčená. 